# Rothschildia peggyae
Rothschildia peggyae is een vlinder uit de onderfamilie Saturniinae van de familie nachtpauwogen (Saturniidae).
De wetenschappelijke naam van de soort is voor het eerst geldig gepubliceerd door Ronald Brechlin & Frank Meister in 2012.

## Type
- holotype: "male. 29-31.VII.1994. Barcode: BC-RBP 3947"
- instituut: MWM, München, Duitsland
- typelocatie: "Mexico, Est. Oaxaca, E of Temascaltepec, Real de Arriba, 1900 m., 19°02'38"N, 100°00'22"W"